# مستشفى الملك فهد للقوات المسلحة
مستشفى الملك فهد للقوات المسلحة (بالإنجليزية: King Fahd Armed Forces Hospital (KFAFH))؛ هو مستشفى عسكري سعودي، بسعة 420 سرير، بالإضافة إلي خمسة مستوصفات. يقع على الساحل الغربي للبحر الأحمر في مدينة جدة.
يوفر المستشفى مجموعة واسعة من الخدمات الطبية الأولية والثانوية والثالثية إلى أفراد القوات المسلحة السعودية وعائلاتهم. مركز للقلب، ويقع داخل المستشفى الرئيسي ويعتبر المرفق الوحيد لجراحة القلب في المنطقة الغربية،وهو جزء من شبكة مرافق الرعاية الصحية والتي تدار مباشرة من قبل الإدارة العامة للخدمات الطبية للقوات المسلحة.